# Psychro
La grotta di Psychro, conosciuta anche come grotta di Zeus, è un'antica grotta sacra minoica situata nel distretto di Lasithi, nella parte orientale di Creta. Essa viene associata alla grotta Dittea, quella che si dice essere stata il luogo di nascita di Zeus. Secondo Esiodo, Rea diede alla luce Zeus in una grotta del monte Egeo, nei pressi di Litto. Dalla fine del XIX secolo, la grotta che sovrasta l'attuale villaggio di Psychro è stata identificata con questa. Un'altra grotta tradizionalmente legata alla nascita di Zeus è quella sul monte Ida.

## Geografia
Psychro si trova a 1025 metri sul livello del mare, nel territorio della prefettura di Lasithi.

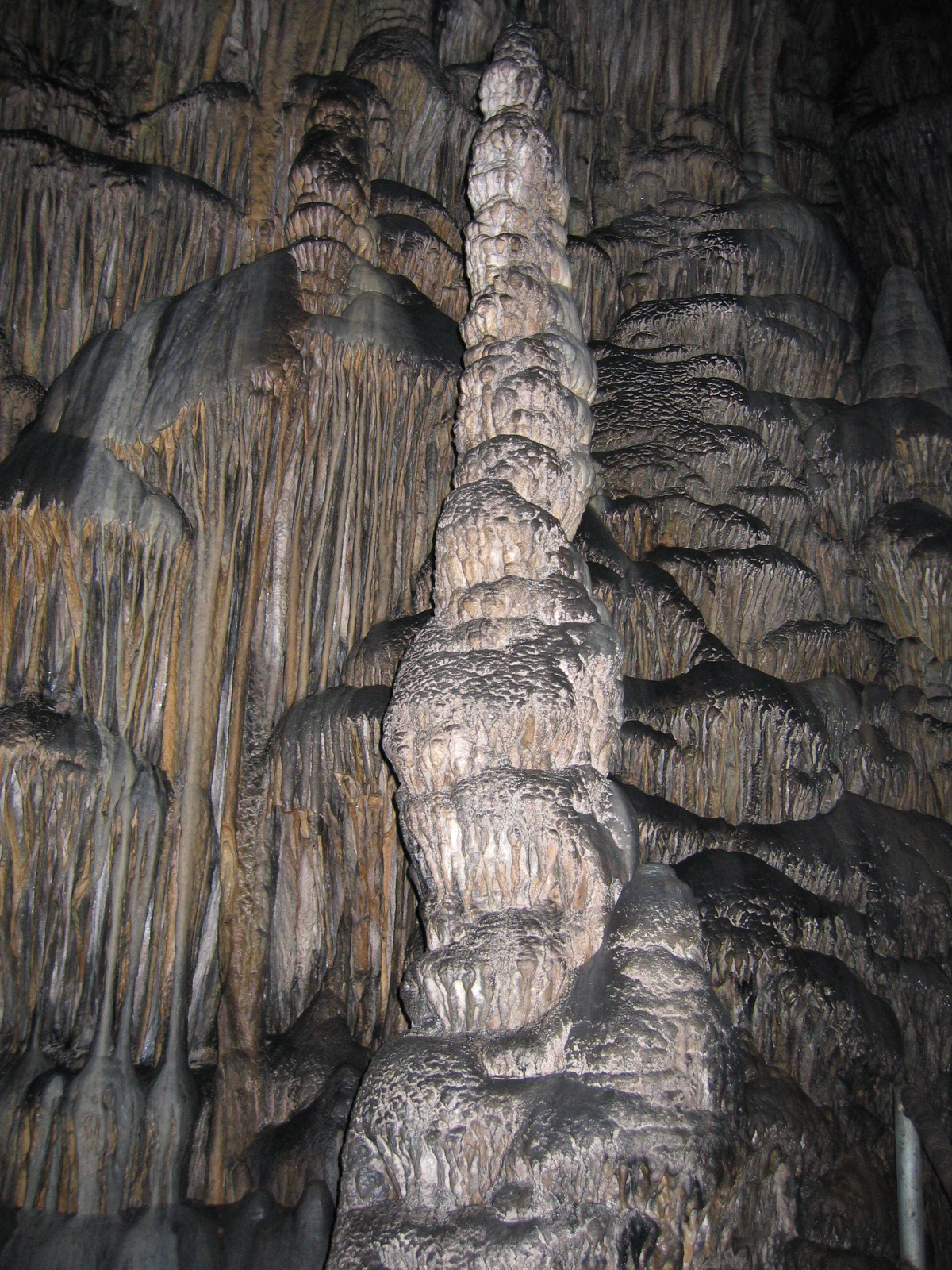
Stalagmite nella grotta

## Mitologia
La grotta Dittea è famosa nella mitologia greca per essere il luogo in cui la capra Amaltea nutrì il neonato Zeus col suo latte. Gli scavi archeologici hanno dimostrato un lungo utilizzo del sito come luogo di culto religioso. La nutrice di Zeus, che Rea incaricò di allevare qui in segreto per nasconderlo al padre Crono (Krónos), viene chiamata anche Adrastea in alcuni contesti. 
La grotta Dittea si trova sul monte Ditte.

## Archeologia
La grotta fu scavata la prima volta nel 1886 da Joseph Hatzidakis, presidente del Syllogos di Candia, e da F. Halbherr. Nel 1896, Arthur Evans studiò il sito. Nel 1899 J. Demargne e David George Hogarth della British School ad Atene effettuarono ulteriori studi. Il breve resoconto di Hogarth del 1900 fornisce una descrizione della distruzione operata da primitivi metodi archeologici: immensi blocchi caduti dal soffitto della grotta furono fatti saltare prima di essere rimossi; la preziosa terra nera era stata portata via. L'altare stuccato della grotta superiore fu scoperto nel 1900, circondato da strati di cenere, ceramiche e "altri rifiuti", tra cui vi erano offerte votive in bronzo, terracotta, ferro e osso, con frammenti di trenta vasi per libagioni e innumerevoli ciotole coniche in ceramica per le offerte di cibo. Le ossa ritrovate tra la cenere dimostrano l'esistenza di sacrifici di tori, pecore, capre, cervi e cinghiali. 
Lo strato inferiore della caverna superiore rappresenta la transizione tra la ceramica di stile Kamares del Tardo Minoico e i primi livelli micenei, fino ad alcuni reperti di stile geometrico del IX secolo a.C. Scavi più recenti fanno risalire l'uso della grotta fino al Minoico Antico, e gli oggetti votivi dimostrano che si trattava del più frequentato santuario del Minoico Medio (MM IIIA).
La grotta inferiore scende rapidamente grazie a una scala scavata nella roccia fino a un lago, accanto al quale vi sono stalattiti e stalagmiti. "Molta terra è stata buttata di sotto da chi scavò la grotta superiore", disse Hogarth, "e in essa furono rinvenuti numerosi piccoli oggetti in bronzo". Nelle fessure verticali delle stalattiti più basse la squadra di Hogarth trovò modellini di "bipenni, lame di coltelli, aghi e altri oggetti in bronzo, posti qui come oggetti votivi. Anche il fango posto accanto al lago sotterraneo era ricco di oggetti simili, di statuette maschili e femminili e di pietre intagliate".
Nel 1961 John Boardman pubblicò una descrizione dei reperti trovati in questi e altri scavi.
Nonostante le statuette umane in argilla siano comuni nei santuari montani, la grotta di Psychro e quella del Monte Ida sono le sole a contenerne. Psychro è anche nota per il ritrovamento di una gamba di bronzo, unico oggetto votivo rappresentante una parte del corpo mai trovato in un santuario di grotta. Tra i più comuni reperti della grotta sacra di Psychro vi sono lampade in pietra e in ceramica.
Psychro ha fornito numerose pietre semi-preziose, tra cui corniola, steatite, ametista, diaspro ed ematite.
I reperti recuperati a Psychro sono in mostra presso il museo di Candia, l'Ashmolean Museum, il Louvre e il British Museum.